# Ik op TV
Ik op TV is een nieuws- en actualiteitenprogramma op zeven regionale televisiezenders.
In dit televisieprogramma gaan jongeren de straat op om via hun mobiele telefoon een verslag te maken van een gebeurtenis in hun buurt. De filmpjes die de uitzending niet halen zijn op de website te bezichtigen. Ook kunnen verslaggevers via een UMTS-verbinding rechtstreeks in de uitzending komen.